# Церква Різдва Богородиці (Кухмістерська слобідка)
Церква Різдва Богородиці — православний храм, що існував у Києві у Кухмістерській слобідці. 

## Історія храму
Не пізніше 1735 року (дату встановлено за найдавнішими метричними книгами, що збереглися) у поселенні було збудовано першу дерев'яну церкву Різдва Богородиці. 
У XVIII столітті був період, коли церква була присвячена Св. Василю Великому. Це встановлено за метричними книгами храму 1742–1762 років, що зберігаються у Центральному державному історичному архіві України. Версія така — церква або у перші десятиліття існування мала присвяту св. Василя Великого, або з якоїсь причини була переосвячена із Різдва Богородиці на Василя Великого.
Нову, також дерев'яну церкву Різдва Богородиці було збудовано 1886 року. Це був типовий для того часу храм, збудований у «єпархіальному стилі», з характерною банею та прибудованою дзвіницею над входом до храму.
У 1920-х — 1-й половині 1930-х років церква залишалася чинним храмом. Церкву було закрито 1936 року. 
У документі «Перелік всіх закритих молитовень православного релігійного культу по Київській приміській смузі станом на 26 березня 1936 р.» є і церква Різдва Богородиці у Кухмістерській Слобідці, «старослов'янської орієнтації». 
Вочевидь, будівлю церкви не було зруйновано, адже восени 1941 року, коли почалася нацистська окупація міста, на прохання вірян церкву було відкрито. Церкву зафіксовано на німецькому плані Києва, виданому у квітні 1943 року. Будівля церкви, можливо, існувала ще у вересні 1943 року, однак могла згоріти при спаленні нацистськими військами лівобережних сіл під час відступу з Києва восени того ж таки 1943 року. 
Церква знаходилася приблизно на місці сучасного будинку № 8-А по вулиці Юрія Шумського. Неподалік від місця, де колись існувала стара церква, у 1998-2000 роках було зведено нову церкву Різдва Христового.